# Rixö
Rixö är en ort i Lysekils kommun, belägen vid Brofjorden, sydväst om tätorten Brastad. Orten växte fram som ett stenhuggerisamhälle på 1800-talet, men stenindustrin är nu sedan länge borta. Verksamheten startades på tyskt initiativ och drevs, till en bötrjan i Hjälmedal, av Halmstads Stenhuggeri AB och dess efterträdare Skandinaviska Granit AB 1875-1964 som ett industriellt storbrott för gatsten. Stenen exporterades, främst till Tyskland för byggandet av Autobahn, men också till Argentina och byggnationer i Sverige.  2018 är endast en mindre del av stenbrottet igång. 
I fjorden, mitt emot Rixö ligger Ryxö naturreservat vilket omfattar hela ön Ryxö.

## Administrativ historik
Bebyggelsen var till 2010 av SCB avgränsad till en tätort med tätortkod T4540 där även bebyggelse norr om orten ingick (Vindbräcka). År 2015 räknades området som en del av tätorten Brastad. 2015 avgränsades bebyggelsen orten tillsammans med området Ryk söder därom till en tätort betecknad Rixö och Ryk med tätortskod T4318, där dock området Vindbräcka inte ingick utan kvarstod i tätorten Brastad.  

## Befolkningsutveckling

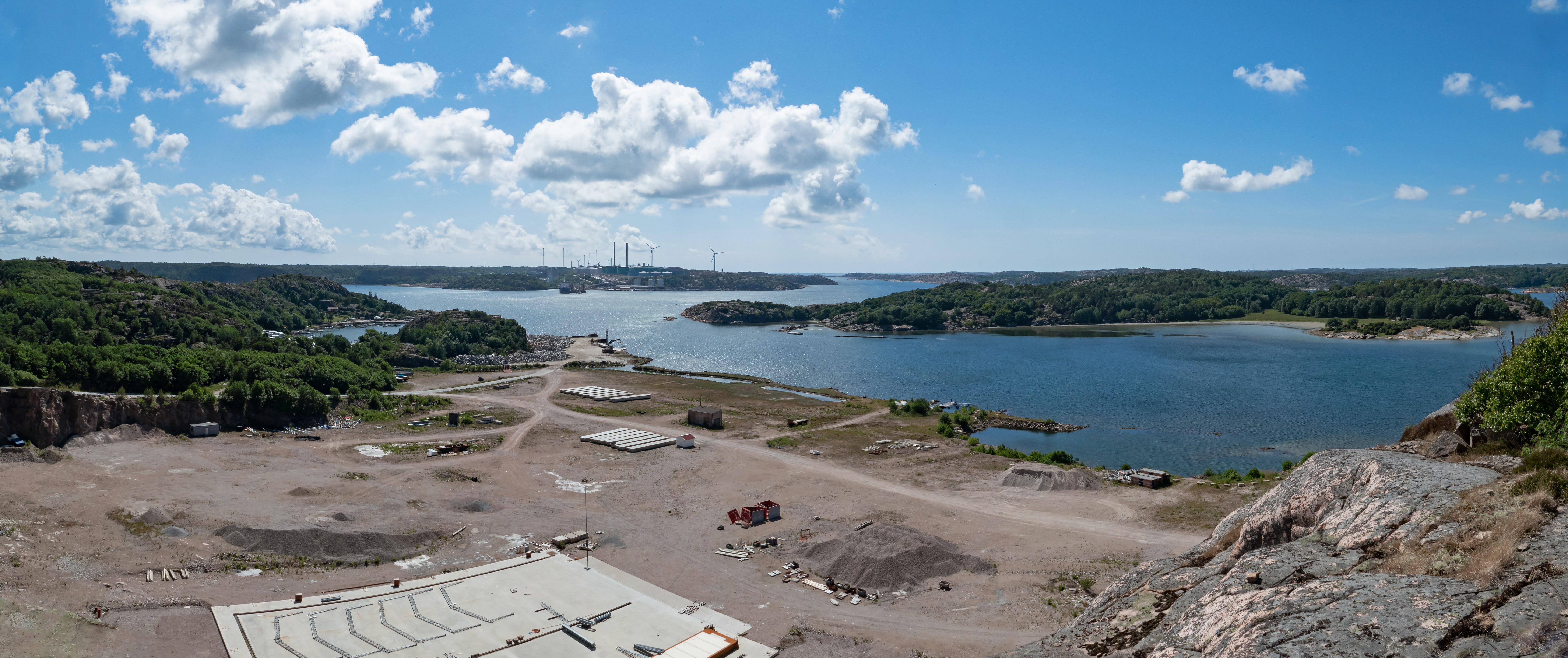
En del av den slätt som nu finns kvar efter granitbrytningen samt lastkajen varifrån stenen skeppades vidare. I bakgrunden syns Ryxö naturreservat, Preemraff Lysekil och inloppet till Brofjorden.

| Befolkningsutvecklingen i Rixö/Rixö och Ryk 1960–2020                         | Befolkningsutvecklingen i Rixö/Rixö och Ryk 1960–2020 | Befolkningsutvecklingen i Rixö/Rixö och Ryk 1960–2020 | Befolkningsutvecklingen i Rixö/Rixö och Ryk 1960–2020 | Befolkningsutvecklingen i Rixö/Rixö och Ryk 1960–2020 |
| ----------------------------------------------------------------------------- | ----------------------------------------------------- | ----------------------------------------------------- | ----------------------------------------------------- | ----------------------------------------------------- |
|                                                                               |                                                       |                                                       |                                                       |                                                       |
| År                                                                            |                                                       |                                                       | Folkmängd                                             | Areal (ha)                                            |
| 1960                                                                          | 1960                                                  |                                                       | 542                                                   |                                                       |
| 1965                                                                          | 1965                                                  |                                                       | 484                                                   |                                                       |
| 1970                                                                          | 1970                                                  |                                                       | 446                                                   |                                                       |
| 1975                                                                          | 1975                                                  |                                                       | 426                                                   |                                                       |
| 1980                                                                          | 1980                                                  |                                                       | 407                                                   |                                                       |
| 1990                                                                          | 1990                                                  |                                                       | 423                                                   | 124                                                   |
| 1995                                                                          | 1995                                                  |                                                       | 389                                                   | 124                                                   |
| 2000                                                                          | 2000                                                  |                                                       | 410                                                   | 124                                                   |
| 2005                                                                          | 2005                                                  |                                                       | 390                                                   | 124                                                   |
| 2010                                                                          | 2010                                                  |                                                       | 357                                                   | 124                                                   |
| 2020                                                                          | 2020                                                  |                                                       | 236                                                   | 112                                                   |
| Anm.: sammanvuxen med Brastad 2015, utbruten till del och utökad söderut 2018 |                                                       |                                                       |                                                       |                                                       |